# Перекопсько-Чонгарська операція
46°08′58″ пн. ш. 33°40′20″ сх. д. / 46.149444444° пн. ш. 33.672222222° сх. д.
Перекопсько-Чонгарська операція — наступальна операція військ південного фронту під командування М. В. Фрунзе, під час Громадянськой війни проти російської армії генерала П. М. Врангеля з метою прориву на Перекопському перешийку та Сиваші, та заняття Криму. Цими бойовими діями закінчилась Громадянська війна в європейській частині Росії.

## Передумови штурму Перекопу
У жовтні 1920 році армія Петра Врангеля зазнала поразки в боях на Донбасі і під Каховкою. Завданням червоних було не допустити зимівлі для своїх частин і перепочинку для білих, які ще мали певні шанси затягнути війну незважаючи на відмову в допомозі з боку Великої Британії та Франції і втрату майже всіх територій, де проходила Громадянська війна. Укладення миру Радянської Росії з Польщею підштовхнуло до прийняття плану штурму Перекопсько-Чонгарських позицій в 1920 р. силами Південного фронту М. Фрунзе (у складі 1-ї та 2-ї Кінних армій, 4-ї, 6-ї та 13-ї армій, а також Кримської групи махновців, усього, за радянськими даними, 146,4 тисяч піхоти, 40,2 тисяч кінноти; 985 гармат, 4435 кулеметів, 57 панцерних автомобілів, 17 бронепотягів і 45 літаків). Махновських частин налічувалося, від 6 до 10 тисяч людей піхоти і кінноти, і кулеметний полк, що налічував 500 тачанок.
Червоним протистояла чисельно слабша біла армія Врангеля й Олександра Кутепова, що нараховувала 22—23 тисячі людей піхоти, 10—12 тисяч кінноти (з яких 6—8 тисяч не були задіяні в боях, бо воювали з партизанами чи охороняли різні важливі об'єкти), близько 200 гармат, до 750 кулеметів, 45 танків та панцерних автомобілів, 14 бронепотягів і 42 літаки. Найслабшою чисельно була еліта білої армії — так звані кольорові полки (корніловці, марковці, дроздовці, олексіївці), що сильно постраждали підчас попередніх боїв у Північній Таврії.

## Планування операції
На початку, М. В. Фрунзе планував завдати головного удару на Чонгарському направленні, але, у зв'язку з неможливістю використовувати Азовську флотилію через лід, направлення головного удару було перенесено на перекопське направлення.
Наступ на Перекоп повинні були вести 6-та загальновійськова, 1-ша та 2-га Кінні армії.
На підсилення військ були направлені комуністи та комсомольці, всього перед початком операції у військах нараховувалось 8 тис. комуністів та 2,5 тис. комсомольців.

## Хід битви
У жовтні 1920 року в степах Південної України точилися важкі бої. Російська Армія барона Врангеля щосили намагалася утримати свої позиції у Таврійській губернії. Червона армія під командуванням Фрунзе всіляко намагалася їй перешкодити, витісняючи білогвардійські загони до Чорного моря. Легендарний анархіст Нестор Махно в цьому протистоянні виступав на боці Червоної армії: на допомогу союзникам «батько» привів 12 тисяч бійців з 500 кулеметами і 10 гарматами.
Сили супротивників були дуже нерівними: у першій половині жовтня 1920 року війська Південного фронту Червоної армії нараховували 140 тисяч багнетів і шабель, 500 гармат, 17 бронепотягів, 31 броньовик і 29 літаків. Врангелівці ж могли розраховувати лише на 37 тисяч солдатів, 213 гармат, 6 бронепотягів, 20 броньовиків, 25 танків і 42 літаки. Незважаючи на подібне співвідношення сил, штаб білогвардійців спочатку не планував відводити війська на Кримський півострів, збираючись дати рішучий бій червоним у степах Північної Таврії. План Фрунзе з ліквідації врангелівського угруповання був простий: головне завдання полягало у тому, щоб відрізати йому шлях для відступу до Криму. При цьому білогвардійців планувалося взяти в лещата з подальшим розчленуванням елітних Марковської, Дроздовської і Корніловської дивізій.
Кровопролитні бої тривали з 20 до 31 жовтня 1921 року. Битися супротивникам доводилося в умовах морозів, що рано почалися. Обидві армії, що вступили в кампанію ще влітку, виявилися не готовими до такої різкої зміни клімату; у багатьох солдатів не було шинелей, зростала кількість обморожень. Проте на фронті ні на день не припинялися кровопролитні бої. Частини 1-ї Кінної армії червоних вийшли в тил білогвардійцям і дійшли аж до Чонгара. Кримська група Махно захопила Мелітополь, 51-ша дивізія Блюхера підійшла до самого Турецького валу, за яким уже починався Крим. Але й опір білих був відчайдушним: донські та кубанські козаки сильно пошарпали 2-гу Кінну армію. Мобілізовані мешканці Криму і загони добровольців зупинили наступ червоних біля Перекопу, а 30 і 31 жовтня частини Російської Армії, що відступали, відкинули кавалеристів Будьонного далеко від Чонгара, притиснувши їх до Сивашу. Ще недавно звитяжна 1-ша Кінна сама раптом опинилася під загрозою оточення. Протягом двох днів було розгромлено 6, 11 і 14-ту кавалерійські дивізії червоних. Через проломи, що утворилися, Російська Армія 1—2 листопада 1920 року змогла безперешкодно відступити до Криму. Врангель не дозволив більшовикам знищити свою армію, проте все одно втратив Північну Таврію. Крім того, за тиждень боїв сили білогвардійців зменшилися вдвічі, дуже багато солдатів потрапили в полон. Червоні розстрілювали тільки офіцерів, із солдатів же зривали погони і відправляли знову в бій, але вже під своїми прапорами.
Сам півострів потрібно було штурмувати щонайшвидше, поки супротивник не встиг там достатньо зміцнитися. Крига, що рано з'явилася, скувала дії радянської Азовської флотилії, на підтримку якої сильно розраховував Фрунзе. У результаті було ухвалено рішення негайно атакувати через Перекоп і солоне озеро Сиваш, для цієї мети залучалися частини 6-ї армії, 2-ї Кінної і махновці. Щоб відвернути увагу супротивника, сили 4-ї армії і 3-го Кінного корпусу завдавали ударів на Чонгарі і на Арабатській стрілці. 3 листопада 1920 року було зроблено першу атаку Перекопського перешийка: на 20 тисяч його захисників наступали 133 тисячі червоноармійців і 5 тисяч махновців. Жодних бетонних укріплень там не виявилося. Головним захистом для тих, що оборонялися, був зведений ще в античні часи вал, який простягнувся на 8 км. Висота його на різних ділянках становила 6—8 м, а ширина — 10 м. Перед валом був рів завглибшки 10 м і завширшки 20 м. Білогвардійські інженери лише відновили ці стародавні укріплення, прорили на них траншеї і встановили чотири лінії дротяних загороджень. Назвати врангелівську оборонну систему неприступною було б великим перебільшенням. Перша лінія оборони білих проходила Турецьким валом, її утримували 3300 людей; друга лінія розташовувалася на відстані 20 км від першої і проходила біля станції Юшунь. Загальну ж оборону підтримували потужні суднові гармати Чорноморського флоту.
Зазнавши поразки у першому лобовому штурмі перекопських укріплень, радянське командування вирішило обійти укріплення, розташовані на Турецькому валу, через мілководне озеро Сиваш, що розтягнулося на 7 км. Погода зробила більшовикам приємний сюрприз: 6 листопада вітер, що змінився, вигнав усю сиваську воду в море і з'явилася можливість пройти його вбрід під прикриттям туману. У ніч на 8 листопада 1920 року ударна група 6-ї армії у тяжких метеоумовах (сильний вітер та мороз біля –11°...–12°C) форсувала 7-кілометрову водну перешкоду — Сиваш, і днем 8 листопада захопила Литовський півострів. 20-тисячний десант червоних зайшов в тил частинам, що обороняли Турецький вал. Так само у квітні 1918 року зробили німецькі війська, що штурмували Крим. Проте несподівано вода у Сиваші, що піднялася, блокувала червоноармійців на Литовському півострові. Відрізані від своїх, десантники мужньо чинили опір марковцям і дроздовцям, що насідали на них. Зміна направлення вітру, що викликала підвищення рівня води у Сиваші, створила загрозу відокремлення військ на Литовському півострові від основних сил РСЧА, тим не менш, протягом 9 листопада шляхи зв'язку були відновлені силами мобілізованих жителів сіл Володимирівка та Строганівка.
У цей же час силами 51-шої стрілецької дивізії червоних було проведено фронтальну атаку Турецького валу. З метою концентрації сил на ділянці атаки, особовий склад дивізії був поділений на шість хвиль — першу складали гранатометники та різники колючого дроту, другу — штурмовики, третю — резерв, четверту — «чистильники», а п'яту та шосту — резерв. Успіху ця атака не мала, черговий лобовий штурм військ Фрунзе знову захлинувся. Проте і білі були сильно виснажені; дізнавшись, що до них у тил проник значний більшовицький десант, захисники Турецького валу вночі проти 9 листопада залишили свої укріплення і поспіхом відступили на другу лінію оборони. 9 листопада 1920 року повторною атакою одночасно з ударом у фланг 51-ша стрілецька дивізія заволоділа перекопськими позиціями і на окремих ділянках вклинилася в ішунські позиції.
Наступного дня почалася битва за Юшунь, у якій особливо відзначився кінний корпус генерала Бобровича. 10 листопада 1920 року його війська розгромили чотири дивізії червоних, поставивши під велике питання наступ у цілому. Проте, захопившись переслідуванням, білокозаки зіткнулися з махновцями, і ті з успіхом застосували проти них одвічну тактику степових кочівників. 10–11 листопада в районі Юшуні та Карпової Балки корпус ген. І. Г. Барбовича зазнав важких втрат у боях з загонами махновців під командування Семена Каретника та силами 2-ї Кінної армії. Спочатку повстанці удали, що тікають, а потім, різко розвернувшись, зустріли ворога кулеметним вогнем з 250 тачанок. Контрнаступ білих, що так добре почався, після цього повністю захлинувся. Подальші спроби контратакувати, зроблені генералом Кутєповим, не дали жодного результату.
11 листопада солдати більшовицьких 51-ї і Латиської дивізій подолали третю лінію оборони і захопили станцію Юшунь. Після цього долю Російської армії в Криму було визначено наперед. Не чекаючи повного розгрому, білогвардійські частини спішно відійшли в глиб півострова. 12 листопада сили РСЧА оволоділи ішунськими позиціями повністю, червоні прорвали і чонгарську укріплену лінію, тому війська Врангеля почали відступ. М. В. Фрунзе запропонував П. М. Врангелю капітулювати, однак відповіді не було отримано. Війська Врангеля відступали до портів Євпаторії, Севастополя, Ялти, Феодосії та Керчі, де вантажилися на кораблі для евакуації. Вирвавшись на оперативний простір, червоні і махновці розвернули масований наступ на Сімферополь, Феодосію і Керч. 13 листопада — сили РСЧА захопили Сімферополь, 
15 листопада — Севастополь, який здався без бою, як і незабаром Євпаторія, та Феодосію, 16 листопада — Керч, а 17 листопада — Ялту. 16 листопада 1920 року бої в Криму завершилися, ознаменувавши тим самим завершення Громадянської війни. 
Переможені білогвардійці встигли евакуювати з Криму протягом 12—16 листопада близько 150 тисяч військових і цивільних біженців. Багато тисяч «контрреволюціонерів», які залишилися на батьківщині, було безжально знищено переможцями. Не обминула ця доля і тимчасових більшовицьких союзників — махновців. За особистим наказом Фрунзе багато кого з них, як ворожих елементів і бандитів, червоноармійці роззброїли і згодом розстріляли.

## Наслідки
Втрати білих частин були масштабними — кілька тисяч людей вбитими і полоненими втратили оборонці Перекопу, Литовського півострова, Ішунських позицій, полягла значна частина корпусу Барбовича, якусь кількість білих бійців взяли в полон під Джанкоєм та іншими містами Криму, проте переважна більшість полонених були біженцями, зокрема колишніми військовими, котрі не перебували на службі в російській армії П. Врангеля. За зізнанням М. Фрунзе, втрати його частин в операції становили до 10 тисяч, значними були втрати махновців (решту яких, крім кількох сотень дивом уцілілих, винищили колишні союзники наприкінці листопада того ж року). Внаслідок грамотно проведеної Врангелем евакуації з Криму було вивезено 145693 осіб (з них до 15 тисяч козаків, 12 тисяч бойових офіцерів, 4—5 тисяч солдат регулярних частин, понад 30 тисяч офіцерів і чиновників тилових частин, що не брали участі в боях, 10 тисяч юнкерів, решта — цивільні особи). Перестав існувати останній великий бастіон організованого білого руху на території колишньої Російської імперії. Кримом прокотилася чи не найбільша хвиля червоного терору, жертвами котрого стали десятки чи навіть сотні тисяч людей.